# Magnus Mattsson
Magnus Elkjær Mattsson (Marstal, 25 febbraio 1999) è un calciatore danese, centrocampista del Copenaghen

## Caratteristiche tecniche
È un esterno sinistro.

## Carriera
Cresciuto nel settore giovanile del Silkeborg, debutta in prima squadra il 25 agosto 2017 in occasione dell'incontro di Superligaen perso 2-0 contro l'Hobro; realizza la sua prima rete il 4 aprile seguente nell'incontro di DBUs Landspokalturnering vinto 3-1 contro il Randers ai supplementari.
Nel 2021 viene acquistato a titolo definitivo dal N.E.C..

## Statistiche
Statistiche aggiornate al 17 settembre 2021.

### Presenze e reti nei club
| Stagione        | Squadra         | Campionato      | Campionato | Campionato | Coppe nazionali | Coppe nazionali | Coppe nazionali | Coppe continentali | Coppe continentali | Coppe continentali | Altre coppe | Altre coppe | Altre coppe | Totale | Totale | Totale |
| Stagione        | Squadra         | Comp            | Pres       | Reti       | Comp            | Pres            | Reti            | Comp               | Pres               | Reti               | Comp        | Pres        | Reti        | Pres   | Reti   |        |
| --------------- | --------------- | --------------- | ---------- | ---------- | --------------- | --------------- | --------------- | ------------------ | ------------------ | ------------------ | ----------- | ----------- | ----------- | ------ | ------ | ------ |
| 2017-2018       | Silkeborg       | SL              | 12+6       | 0+1        | CD              | 3               | 1               |                    | -                  | -                  |             | -           | -           | 21     | 2      |        |
| 2018-2019       | Silkeborg       | 1D              | 20         | 6          | CD              | 0               | 0               |                    | -                  | -                  |             | -           | -           | 20     | 6      |        |
| 2019-2020       | Silkeborg       | SL              | 0          | 0          | CD              | 0               | 0               |                    | -                  | -                  |             | -           | -           | 0      | 0      |        |
| 2020-2021       | Silkeborg       | 1D              | 28         | 19         | CD              | 0               | 0               |                    | -                  | -                  |             | -           | -           | 28     | 19     |        |
| 2021-2022       | N.E.C.          | ED              | 4          | 0          | CO              | 0               | 0               |                    | -                  | -                  |             | -           | -           | 4      | 0      |        |
| Totale carriera | Totale carriera | Totale carriera | 70         | 26         |                 | 3               | 1               |                    | -                  | -                  |             | -           | -           | 73     | 27     |        |

## Palmarès
- 1. Division: 1

Silkeborg: 2018-2019
- Campionato danese: 1

Copenhagen: 2024-2025
- Coppa di Danimarca: 1

Copenhagen: 2024-2025